# Termingeschäft
Termingeschäfte (auch Zeitgeschäfte; englisch forward oder englisch future) sind Finanzkontrakte, bei denen sich die Vertragsparteien verpflichten, die gegenseitige Erfüllung (Zahlung und Lieferung) über mehr als zwei Handelstage hinaus auf einen vereinbarten Zeitpunkt zu verschieben. Dies können Finanzinstrumente verschiedener Art sein. Komplementärbegriff ist zum Beispiel das Kassageschäft.

## Allgemeines
Der ursprüngliche Terminhandel begann zunächst im Waren- und Rohstoffhandel und fand anfangs außerbörslich statt, er war eine nicht standardisierte, direkte Vereinbarung zwischen Rohstoffverkäufer (Produzent) und Rohstoffkäufer (Konsument). Diese Terminkontrakte entstanden aus der Überlegung, dass sich der Importeur bei Verschiffung von Waren oder Rohstoffen in Übersee die Schiffsladung frühzeitig zu einem festen Preis sichern konnte und bei Warenankunft nach mehreren Wochen oder Monaten keine Preisrisiken trug. Umgekehrt steht für den Exporteur durch das Termingeschäft bereits der Käufer im Ausland und der Preis fest, den er für seine Ware im Ausland erhalten wird. Termingeschäfte hießen früher auch „Zeitgeschäfte“.

## Geschichte
Abhandlungen über Geschäfte „ad terminum“ oder „ad tempus“ gab es bereits im 14. Jahrhundert, etwa von Thomas von Aquin.
Für die Neuzeit gilt als erste Stadt, in der Terminkontrakte abgeschlossen wurden, Amsterdam. Hier bezichtigte der „Sheriff“ Willem Dirkszoon Baerdes erstmals im Jahre 1556 deutsche und flämische Händler, den Preis von Getreide durch Terminkontrakte in die Höhe zu treiben, so dass der Terminhandel noch 1556 verboten wurde. Ab 1609 gab es in Amsterdam eine Spekulation mit Aktien der „Verenigte Oostindische Compagnie“ durch Leerverkauf per Terminkontrakt. Im Jahre 1612 betrieben 200 Broker mit 600 Angestellten in Amsterdam den Terminhandel. Amsterdam schuf 1617 eine Börse für den Getreidehandel, an dem sich die Regierung 1647/48 selbst beteiligte. 1637 spielten Terminkontrakte eine wichtige Rolle bei der Tulpenmanie. Amsterdam verbot 1693 den Getreideterminhandel, um 1720 kam es hier zu einem ersten Terminmassenhandel in Getreide, Pflanzenöl, Ölsamen, Kaffee, Kakao, Branntwein, Cochenille und Salpeter.
Die erste reine Terminbörse war die 1732 in Osaka gegründete Reisbörse „Dojima Rice Market“, unter deren 1.300 Reishändlern sich 800 Broker und 500 Großhändler befanden. Im Kaffeehandel führte die New Yorker Börse den Terminhandel 1880 ein, Le Havre folgte 1881. Der Chicago Board of Trade wickelte 1884 erstmals standardisierte Warentermingeschäfte ab. Da Hamburg seine Handelsposition nicht verlieren wollte, begann die Kaffeeterminbörse hier 1887. Der Hamburger Kaffeeterminhandel zielte auf die Sicherung gegen Preisrisiken ab und fand vormittags und nachmittags in einem vom Kaffee-Verein gemieteten Börsensaal im Freihafen (Sandtorquai in der Speicherstadt) statt.
Mit dem Reichsbörsengesetz vom Juni 1896 reagierte der deutsche Gesetzgeber auf die Gefahren für die Anleger durch spekulative Börsentermingeschäfte und machte ihre Wirksamkeit von der vorherigen (gebührenpflichtigen) Eintragung der Beteiligten in das Börsenregister abhängig (§ 66 BörsG). In § 48 BörsG definierte es Börsentermingeschäfte als „Kauf- oder sonstige Anschaffungsgeschäfte auf eine fest bestimmte Lieferungszeit oder mit einer fest bestimmten Lieferungsfrist, wenn sie nach Geschäftsbedingungen geschlossen werden, die von dem Börsenvorstand für den Terminhandel festgesetzt sind, und wenn für die an der betreffenden Börse geschlossenen Geschäfte solcher Art eine amtliche Feststellung von Terminpreisen…erfolgt“. Max Weber sah im Termingeschäft die einzige Form der Spekulation. Die Reichsregierung verbot den Getreideterminhandel per Gesetz am 1. Januar 1897, weil er spekulative Ausmaße angenommen hatte. Das novellierte Börsengesetz regelte im Mai 1908 einige Aspekte des Terminhandels grundlegend neu, den es in Getreide weiterhin verbot. Es führte in § 53 Abs. 1 BörsG die „Börsentermingeschäftsfähigkeit“ ein, die es generell nur Kaufleuten zugestand. Alle Nichtkaufleute galten als nicht termingeschäftsfähig; schlossen sie dennoch Termingeschäfte ab, galten diese als Spiel nach §§ 764, 762 BGB (§ 58 BörsG). Dadurch entstand bei Termingeschäften mit diesem Personenkreis als Naturalobligation keine materiell-rechtlich durchsetzbare Verbindlichkeit; die Erfüllung konnte durch den Spieleinwand verweigert werden.
Krisenbedingt fand ab 1914 ein eingeschränkter Terminhandel statt, die am 14. Januar 1921 in Kraft getretene Börsengesetz-Novelle dehnte die Vorschriften über den Wertpapier-Terminhandel auf Banknoten, Auszahlungen, Anweisungen und Schecks aus. Dadurch konnten Devisentermingeschäfte nur dann als Börsentermingeschäfte eingestuft werden, wenn die betroffene Fremdwährung zum offiziellen Börsenterminhandel zugelassen war. Erst eine Verordnung vom März 1925 sorgte für die Einbeziehung der Devisentermingeschäfte. Beim Kaffeehandel unterschied Willy Kranke in seiner Dissertation „Organisation und Preisbildung im deutschen Großhandel“ im Jahr 1928 den Lieferungs- und Zeithandel, wobei für ihn die wichtigste Funktion des Zeithandels „ist die Versicherungsmöglichkeit des effektiven Verkehrs“. Der schwarze Donnerstag am 24. Oktober 1929 führte zur Abschaffung der Termingeschäfte durch Notverordnung am 11. Juni 1931, die Börsengesetz-Novelle vom März 1934 untersagte weiterhin den Terminhandel.
Die Warenterminbörse Hamburg begann erst wieder 1954 mit dem Terminhandel für Zucker und Kaffee. Erste Initiativen zur Wiedereinführung des Wertpapiertermingeschäfts gab es 1957, doch blieben die konkreten Vorschläge zum Erlass von Geschäftsbedingungen für den Handel ohne Erfolg. Eine Zulassung von Optionen auf Effekten erfolgte erst sukzessive wieder ab Juli 1970. Erst seit der Eröffnung der Chicago Board Options Exchange am 26. April 1973 kann von einem modernen Derivatehandel gesprochen werden. Eine weitere Börsengesetz-Novelle folgte in Deutschland im April 1975, die das alte Börsenrecht an die damaligen Erfordernisse anpassen sollte. Im Juli 1989 kam es zu einer weiteren Novelle, die sich unter anderem mit dem Differenzeinwand befasste und in § 50 Abs. 1 Satz 2 BörsG einen erweiterten Begriff des Börsentermingeschäfts einführte. Die Deutsche Terminbörse DTB nahm am 26. Januar 1990 den Optionshandel auf 14 deutsche Standardwerte auf. Die Börsengesetz-Novelle vom März 1989 führte die „Termingeschäftsfähigkeit kraft Information“ ein. Aus der Fusion der Schweizer Terminbörse SOFFEX und der Deutschen Terminbörse entstand am 28. September 1998 die EUREX. Eine komplette Reform, die auch das Termingeschäft einbezog, gab es durch das im Juli 2002 in Kraft getretene 4. Finanzmarktförderungsgesetz.

## Eigenschaften und Abgrenzung
Termingeschäfte sind Geschäfte mit aufgeschobener Lieferzeit: Die Erfüllung des Vertrages (Lieferung und Abnahme) ist für einen späteren Termin, aber zu am Abschlusstag vereinbartem Terminpreis vereinbart.
Handelsgegenstand des Termingeschäfts – man spricht auch vom Basiswert (englisch underlying) – können Wertpapiere, Geldmarktinstrumente, Devisen, Sorten, Edelmetalle, Swaps, Derivate oder andere handelbare Finanzinstrumente sowie Waren und Rohstoffe („Commodities“) sein. Gegenstand von Termingeschäften können nach § 2 Abs. 3 Nr. 2 WpHG auch Frachtsätze, Emissionsberechtigungen, Klima- oder andere physikalische Variablen (siehe auch Wetterderivat), Inflationsraten oder andere volkswirtschaftliche Variablen, sonstige Vermögenswerte, Indizes (Preisindex, Zinsindex) oder Messwerte sein. Es gibt keine abschließende Aufzählung möglicher Basiswerte; weitere Basiswerte kommen durch kasuistische Rechtsprechung hinzu.
Termingeschäfte finden am Terminmarkt statt. Ein börsengehandeltes Termingeschäft (auch „Börsentermingeschäft“ genannt) kann normalerweise durch ein passendes Gegengeschäft am Terminmarkt glattgestellt werden.
Optionsscheine auf Aktienindizes oder Aktienkörbe werden vom BGH zu den Börsentermingeschäften gezählt, obwohl bei ihnen die Möglichkeit einer Glattstellung durch ein Gegengeschäft am Terminmarkt nicht besteht – solche Optionsscheine ermöglichen keinen effektiven Bezug des Basiswertes und stellen stattdessen auf Barausgleich eines Differenzbetrages ab. Für Geschäfte mit selbständigen Bandbreiten-Optionsscheinen, bei denen wie bei anderen Optionsscheingeschäften die Kursspekulation im Vordergrund steht, gilt unter Berücksichtigung ihres wirtschaftlichen Zwecks, der für die Qualifizierung als Börsentermingeschäft von maßgeblicher Bedeutung ist, dasselbe. Bereits in der Begründung der Börsengesetz-Novelle vom März 1989 wurden selbständige Indexoptionen zu den Termingeschäften gezählt.
Nach dem ausdrücklichen Willen des Gesetzgebers fallen Leerverkäufe unter den Begriff des Börsentermingeschäftes, weil sie mit einem hinausgeschobenen Erfüllungszeitpunkt verbunden sind.
Darüber hinaus gehören nach dem Willen des BGH zu den Termingeschäften auch nicht ernstgemeinte Kassageschäfte, bei denen die Parteien, ohne einen hinausgeschobenen Erfüllungstermin zu vereinbaren, durch Nebenabreden oder die tatsächliche Art der Vertragsdurchführung den sofortigen Leistungsaustausch als das Charakteristische des Kassageschäfts ausschließen, in Wahrheit keine Lieferung beabsichtigen, sondern Spekulationsgewinne durch Gutschriften aus gleichartigen Geschäften erzielen wollen („Scheinkassageschäfte“). Es kommt also demnach nicht mehr darauf an, ob es sich formal um Termingeschäfte handelt, wenn der sofortige Leistungsaustausch der Vertragsparteien – wie auch immer – ausgeschlossen wird und die Beteiligten ausschließlich am Gewinn interessiert sind.
Dagegen sind beispielsweise Indexzertifikate keine Termingeschäfte – sie verbriefen lediglich Kassapositionen.

## Arten
Termingeschäfte werden der Art nach in unbedingte und bedingte unterschieden. Hinsichtlich der Handelbarkeit können sie in börsenhandelbare und nur außerbörslich handelbare Termingeschäfte unterschieden werden.

### Unbedingtes Termingeschäft
Bei einem unbedingten Termingeschäft gehen beide Vertragsparteien (Kontrahenten) eine bindende Verpflichtung zur Lieferung und Zahlung zu einem bestimmten zukünftigen Zeitpunkt ein. Beide Kontrahenten unterliegen einer Erfüllungspflicht. Unbedingte Termingeschäfte besitzen ein symmetrisches Risikoprofil, da sie bezogen auf den Basiswert eine lineare Preisfunktion haben. Gewinn- und Verlustpotenziale sind unbegrenzt; Risiken lassen sich neutralisieren.
Unbedingte Termingeschäfte zählen zu den Fixgeschäften (auch Festgeschäfte genannt): Der Basiswert ist zu einem hinausgeschobenen Zeitpunkt zu liefern und zu bezahlen.
Unbedingte Termingeschäfte werden je nach Börsenhandelbarkeit wie folgt unterteilt:
- Future – börsenhandelbar,
- Forward – nur außerbörslich handelbar.

Den Charakter eines unbedingten Termingeschäfts tragen auch weitere Geschäfte, die zusätzliche Besonderheiten aufweisen:
- Forward Rate Agreement – ein spezielles außerbörsliches Zinstermingeschäft
- Swap – ein Tauschgeschäft, das zugleich ein Termingeschäft ist. Überwiegend außerbörslich; selten auch börsenhandelbar.

### Bedingtes Termingeschäft
Bei einem bedingten Termingeschäft geht nur ein Kontrahent eine Erfüllungspflicht ein, während sein Geschäftspartner ein Wahlrecht (Abnahme des Basiswertes oder Rücktritt) besitzt. Durch das nur bei einem der beiden Kontrahenten liegende Wahlrecht ergibt sich ein asymmetrisches Risikoprofil.
Der typische Vertreter eines bedingten Termingeschäfts ist die Option. Es ist ein Vertrag, durch den eine Partei (Stillhalter) der anderen Partei (Optionskäufer) das Wahlrecht (die Option) einräumt, zu oder bis zu einem künftigen Zeitpunkt durch eine Willenserklärung (Ausübung) ein Geschäft (Kauf oder Verkauf eines Basiswerts) zu vorab festgelegten Konditionen abzuschließen.

### Übersicht
Alle Termingeschäfte lassen sich auf die beiden Grundtypen Festgeschäft oder Option zurückführen oder stellen eine Kombination von beiden dar.
Ernst Müller-Möhl teilt Termingeschäfte nach Art und Börsengängigkeit wie folgt ein:
| Art Termingeschäft                                      | börsennotiert                         | nicht börsennotiert                      |
| ------------------------------------------------------- | ------------------------------------- | ---------------------------------------- |
| Unbedingte Termingeschäfte (symmetrisches Risikoprofil) | Fixgeschäfte (Festgeschäfte), Futures | Forward Rate Agreements, Forwards, Swaps |
| bedingte Termingeschäfte (asymmetrisches Risikoprofil)  | Optionen, Optionen auf Futures        | Swaptions, Caps/Floors oder Collars.     |

Eine weitere Unterteilung ermöglicht einen Einblick in die Unterarten:
- Unbedingte Termingeschäfte:
  - Forwards (etwa Forward Rate Agreements),
  - Futures (etwa Aktienfutures, Commodity-Futures, Devisenfutures, Zinsfutures),
  - Swaps.
- Bedingte Termingeschäfte:
  - Optionen
    - auf effektive Basiswerte: etwa Aktienoptionen, Anleiheoptionen, Commodity-Optionen, Devisenoptionen, Zinsoptionen;
    - auf Indizes: etwa Aktienindex, Börsenindex;
    - auf Termingeschäfte als Basiswerte: Index-Terminkontrakte, Zins-Terminkontrakte, Währungs-Terminkontrakte, Waren-Terminkontrakte;
    - sonstige: Exotische Optionen, Swaptions.

Diese Arten gelten gleichzeitig als Finanzinstrumente und Finanzprodukte.

## Rechtsgrundlagen
Termingeschäfte stehen häufig wegen ihrer spekulativen Wirkung im Fokus des Gesetzgebers, der zum Teil auch für Verbote gesorgt hat, und der Rechtsprechung. So wurden Termingeschäfte 1929 in Deutschland verboten. Warren Buffett bezeichnete 2003 einige Formen als finanzielle „Zeitbomben“ und „Massenvernichtungswaffen“.

### Allgemeines
Die im bis Juni 2002 geltenden BörsG und im BGB enthaltenen Regelungen zur Behandlung von Termingeschäften wiesen gravierende Defizite auf. So bestand beispielsweise erhebliche Rechtsunsicherheit hinsichtlich der Frage, was unter einem Börsentermingeschäft zu verstehen ist. Nach § 16 Abs. 1 Nr. 3 BörsG werden die Regelungen über Termingeschäfte als Handelsart den Börsenordnungen überlassen. Die im Börsengesetz bislang verwendeten, jedoch nicht definierten Begriffe des Börsentermingeschäfts und des Geschäfts, das wirtschaftlich gleichen Zwecken dient, werden durch den Begriff des Finanztermingeschäfts ersetzt (§ 2 Abs. 2a WpHG a.F.). Der Begriff ersetzt die bislang in § 50 Abs. 1 BörsG a. F. verwendeten Begriffe des Börsentermingeschäfts, des Geschäfts, das wirtschaftlich gleichen Zwecken dient, und des Börsenterminhandels. § 764 BGB ist entfallen, weil die Regelung neben den Begriffen des Termingeschäfts und des Spiels einen weiteren Begriff des Differenzgeschäfts schuf, ohne eine taugliche Abgrenzung liefern zu können.
Artikel 38 Abs. 2 der in allen EU-Mitgliedstaaten geltenden Verordnung (EG) Nr. 1287/2006 vom 10. August 2006 spricht nicht von einem Termingeschäft, sondern von einem Kontrakt, wenn unabhängig von seinen ausdrücklichen Bedingungen eine Absprache zwischen den Vertragsparteien besteht, der zufolge die Lieferung des Basiswerts über zwei Handelstage hinaus verschoben wird.

### Spezialvorschriften
Allgemeingesetzliche Regelungen über Termingeschäfte gibt es weiterhin nicht. Vielmehr befassen sich bankenaufsichtsrechtliche Spezialgesetze mit dieser Materie.
Nach § 1 Abs. 11 Satz 4 Nr. 1 KWG sind Termingeschäfte der Kauf, Tausch oder anderweitig ausgestaltete Festgeschäfte oder Optionsgeschäfte, die zeitlich verzögert zu erfüllen sind und deren Wert sich unmittelbar oder mittelbar vom Preis oder Maß eines Basiswertes ableitet. § 37e WpHG ersetzte § 58 Abs. 1 BörsG a. F., so dass der Spieleinwand nur noch bei Geschäften, die nicht Finanztermingeschäfte darstellen, möglich ist.
Die Richtlinie 2004/39/EG über Märkte für Finanzinstrumente (kurz Finanzmarktrichtlinie; englische Abkürzung MiFID) vom 21. April 2004 zählt in Anhang 1, Abschnitt C, Nummern 4 bis 10 alle Geschäftstypen auf, die als Termingeschäfte gelten. Die Verordnung (EG) Nr. 1287/2006 vom 10. August 2006 erwähnt nicht ausdrücklich den Begriff des Termingeschäfts, sondern umschreibt in es Art. 38 Abs. 1c, wonach der Kontrakt „so standardisiert ist, dass insbesondere der Preis, die Handelseinheit, der Liefertermin oder andere Bedingungen hauptsächlich durch Bezugnahme auf regelmäßig veröffentlichte Preise, Standardhandelseinheiten oder Standardliefertermine bestimmt werden“. Aus Art. 38 Abs. 2 dieser Verordnung kann dann im Umkehrschluss gefolgert werden, dass bei Terminkontrakten die beiderseitige Erfüllung mehr als 2 Handelstage hinausgezögert ist. Das EU-Recht sucht nicht mehr den Bezug zu einem Terminmarkt, sondern wählt die Negativauslese des „Nicht-Kassageschäfts“. Diese Variante wird im Wertpapierhandelsgesetz übernommen.

### Rechtsprechung
Die besondere Gefährlichkeit der Termingeschäfte besteht dem BGH zufolge darin, dass sie – anders als Kassageschäfte, bei denen der Anleger sofort Barvermögen einsetzen oder einen Kredit aufnehmen muss – durch den hinausgeschobenen Erfüllungszeitpunkt zur Spekulation auf eine günstige, aber ungewisse Entwicklung des Marktpreises in der Zukunft verleiten, die die Auflösung des Terminengagements ohne Einsatz eigenen Vermögens und ohne Aufnahme eines förmlichen Kredits durch ein gewinnbringendes Glattstellungsgeschäft ermöglichen soll. Nach der Rechtsprechung des BGH sind Börsentermingeschäfte standardisierte Verträge, die von beiden Seiten erst zu einem späteren Zeitpunkt – dem Ende der Laufzeit – zu erfüllen sind und einen Bezug zu einem Terminmarkt haben. Im Fall ging es um Verträge über Indexzertifikate, die keine Börsentermingeschäfte darstellen. Typischerweise seien mit Börsentermingeschäften die Risiken der Hebelwirkung und des Totalverlustes des angelegten Kapitals sowie die Gefahr, planwidrig zusätzliche Mittel einsetzen zu müssen, verbunden. Diese Hebelwirkung spielt nunmehr nach der neuen Definition des § 2 WpHG jedoch keine Rolle mehr. Seit langem hat sich die Rechtsprechung mit Definitionsfragen befasst, um mit einer möglichst weiten Definition den Kreis in Termingeschäfte einzubeziehender Geschäftstypen zu erweitern. Börsentermingeschäfte sind seit 1988 alle Verträge über Wertpapiere, vertretbare Sachen oder Devisen nach gleichartigen Bedingungen, die von beiden Seiten erst zu einem bestimmten späteren Zeitpunkt zu erfüllen sind und die einen Bezug zu einem Terminmarkt haben, der es ermöglicht, jederzeit ein Gegengeschäft abzuschließen. Bei Termingeschäften mit Aktienindex erlangt der Käufer die Möglichkeit, mit verhältnismäßig geringem Geldeinsatz weit überproportional an der Wertentwicklung des Index und der zugrunde gelegten Aktien teilzunehmen. Deshalb sieht der BGH bei allgemein Termingeschäften ein besonderes Schutzbedürfnis des Anlegers. Nach der jüngsten Rechtsprechung des BGH sind Börsentermingeschäfte standardisierte Verträge, die von beiden Seiten erst zu einem späteren Zeitpunkt – dem Ende der Laufzeit – zu erfüllen sind und einen Bezug zu einem Terminmarkt haben.

### Betrugsgefahren
Vorsicht ist bei Warentermingeschäften geboten, die auf (unerlaubtem) telefonischem Wege angebahnt werden. Zahlreiche Warentermin-Broker, die auf diesem Wege ihre Kundschaft bewerben, gehören der Betrugsszene an – das einmal gezahlte Geld wird so lange unter wiederholtem Abzug von Gebühren in Optionen oder Futures „gerollt“ (englisch round-turn commission), dass am Ende nur ein Minimalbetrag übrig bleibt.

### Verbindlichkeit der Termingeschäfte
Verbindlichkeiten aus Spiel, Wette und nicht staatlich genehmigter Lotterie können gemäß § 762 BGB (Spiel, Wette) und § 763 BGB (Lotterie) nicht eingefordert, sondern lediglich erfüllt werden. Durch Spiel, Wette oder nicht staatlich genehmigte Lotterie entstehen nach diesen Vorschriften keine echten Verbindlichkeiten, sondern unvollkommene Verbindlichkeiten (Naturalobligationen). Der in § 762 BGB vorgesehene Spiel- und Wetteinwand führt dazu, dass aus hiervon betroffenen Geschäften keine einklagbare Verbindlichkeit für den erklärenden Teil resultiert. Der Spiel- oder Wetteinwand kann nur von natürlichen Personen geltend gemacht werden, weshalb die Vorschrift im BGB zu finden ist. Ist nach dieser Vorschrift eine der Vertragsparteien eine Privatperson, so kann sie den Spiel- und Wetteinwand auch bei Termingeschäften geltend machen mit der Folge, dass für sie keine einklagbare Verbindlichkeit entstanden ist.
Um dennoch für beide Vertragsparteien verbindliche Erfüllungspflichten entstehen zu lassen, sieht § 99 WpHG vor, dass der Spiel- und Differenzeinwand bei verbindlichen Börsentermingeschäften ausgeschlossen ist. Danach handelt es sich bei Finanztermingeschäften um rechtlich durchsetzbare Ansprüche, wenn mindestens eine Vertragspartei ein gewerbliches Unternehmen ist, das Finanztermingeschäfte abschließt oder deren Abschluss vermittelt oder die Anschaffung, Veräußerung oder Vermittlung von Finanztermingeschäften betreibt. Die Vorschrift stellt zudem klar, dass auch Derivate im Sinne des § 2 Abs. 3 WpHG sowie Optionsscheine zu den Finanztermingeschäften gehören.
Im Hinblick auf die Aufklärungspflichten gelten die Regelungen der §§ 63 WpHG bis § 96 WpHG, sodass dem Kunden ein Schadensersatzanspruch aus der Verletzung (vorvertraglicher) Aufklärungspflichten nach § 280 Abs. 1 BGB zusteht.

### Vertragsinhalt und Form
Vertragsinhalt sind insbesondere Kontrahenten, Basiswert, Betrag, Fälligkeit und Settlement. Der Verkäufer verpflichtet sich,
- eine bestimmte Menge eines Basiswerts (Kontraktgröße)
- zu einem zukünftigen Zeitpunkt
- zu einem festgelegten Preis/Kurs (Terminkurs)
- an einen bestimmten Käufer zu liefern.

Der Käufer verpflichtet sich,
- zum Fälligkeitszeitpunkt
- den vereinbarten Preis zu zahlen
- und die Menge des Basiswerts dem Verkäufer abzunehmen.

Der Basiswert des gehandelten Gegenstandes und der Terminkurs werden bei Vertragsabschluss festgelegt, die Entwicklung des aktuellen Preises des Handelsobjektes während der Termingeschäftslaufzeit hat keinen Einfluss auf den Vertrag.
Formal sind Termingeschäftskontrakte heute standardisiert. Den Finanztermingeschäften werden üblicherweise die Vertragsstandards der International Swaps and Derivatives Association (ISDA) zugrunde gelegt, die für eine genaue Definition des Vertragsinhalts sorgt.

## Funktionen
Motive für Termingeschäfte können Arbitrage, Spekulation oder Hedging sein. Nimmt ein Kontrahent mit dem Termingeschäft Risiken auf sich, liegt Spekulation vor. Bei so genannten Differenzgeschäften handelt es sich regelmäßig um Spekulation, denn es besteht kein Interesse der Kontrahenten am Basiswert, sondern es geht ihnen nur um die Zahlung der finanziellen Differenz zwischen dem vereinbarten Terminkurs und dem am Erfüllungstag aktuellen Kurs. Arbitrage lässt sich mit Termingeschäften betreiben, wenn der Arbitrageur das Termingeschäft etwa als Leerverkauf vornimmt und am Tag des Geschäftsabschlusses ein Kassageschäft zwecks Glattstellung tätigt oder umgekehrt. Das Sicherungsmotiv ist die Urform des Termingeschäfts, wobei das Kursrisiko künftiger Kurs- und Preisschwankungen ausgeschlossen werden kann. Hat sich der Kurs/Preis des Basiswerts während der Vertragslaufzeit verändert, gilt dessen ungeachtet am Erfüllungstag der vereinbarte Preis/Kurs des Termingeschäfts. Der Terminkäufer rechnet mit steigenden Preisen/Kursen und betreibt mit dem Termingeschäft Kurssicherung. Steigt bis zur Erfüllung des Termingeschäfts der Preis/Kurs tatsächlich, muss er am Fälligkeitstag lediglich den ursprünglich vereinbarten niedrigeren Preis/Kurs bezahlen. Umgekehrt rechnet der Terminverkäufer mit fallenden Preisen, darüber hinaus kann er auch an der sicheren Abnahme des Basiswerts interessiert sein. Besonders volatile oder knappe Basiswerte eignen sich für Termingeschäfte. Der Terminkäufer benötigt den Basiswert nicht sofort, sondern erst später und kann sich mit dem Terminkauf die spätere Lieferung sichern und umgekehrt. Der Terminhandel in Devisen hat die Funktion, die Möglichkeit zur Sicherung gegen das Kursrisiko und das Währungsrisiko und/oder zur Schaffung einer Kalkulationsbasis zu bieten.
Zwischen Terminkäufer und Terminverkäufer findet eine Risikotransformation statt, weil der Terminkäufer sein Marktpreisrisiko verliert und gleichzeitig der Terminverkäufer sein Bestandsrisiko absichern und schließlich aufgeben kann. Terminkäufer setzen im Rahmen der (intertemporalen) Ressourcenallokation ihre Finanzmittel zum Zwecke der Arbitrage, Spekulation oder Kurssicherung ein und entscheiden sich dann gegen andere Verwendungen wie Sparen, Konsum oder Investition. Termingeschäfte stellen innerhalb des Risikomanagements eine Risikominderung dar.

## Terminmärkte
Der Terminmarkt ist wie der Kassamarkt ein Bestandteil des Finanzmarktes. Kassa- und Terminmärkte sind über die Arbitrage miteinander verknüpft. Handelsobjekte auf den Terminmärkten sind ausschließlich Termingeschäfte. Es gibt börsliche und außerbörsliche Termingeschäfte; letztere nennt man auch OTC-Termingeschäfte (von englisch over the counter). Bei börslichen Termingeschäften wählen die Marktteilnehmer die vermittelnde Funktion der Börse, während sie bei außerbörslichen Termingeschäften entweder direkt miteinander in Kontakt treten oder über ein Clearinghaus abwickeln.
Der Terminhandel ist meist aus den Wertpapierbörsen ausgegliedert und finden an spezifischen Terminbörsen statt. Beispiele für große Terminbörsen sind Chicago Mercantile Exchange und Eurex.

## Besondere Vorschriften für Kreditinstitute
Die meisten Termingeschäfte werden von Kreditinstituten – untereinander im Interbankenhandel oder mit Nichtbanken – abgeschlossen. Nach Artikel 286 Abs. 2a Kapitaladäquanzverordnung müssen die Kreditinstitute die Kreditwürdigkeit ihrer Geschäftspartner („Gegenparteien“) einer Kreditwürdigkeitsprüfung unterziehen. Dabei müssen Kreditentscheidungen zur Einräumung bankinterner Kreditlinien für Gegenparteien führen, um das Geschäftsvolumen für jede einzelne Gegenpartei zu limitieren. Für Termingeschäfte sind bankinterne Kreditlinien als „pre-settlement-Limite“ einzuräumen, in denen die Wiederbeschaffungskosten der Kontrakte zu verbuchen sind. Das besondere Risiko liegt für Banken in der Laufzeit der Termingeschäfte, weil sich während dieser Laufzeit der Marktwert des Termingeschäfts verändern kann. Eine Ausfallgefährdung der Gegenpartei liegt vor, wenn das Termingeschäft einen positiven Wiederbeschaffungswert aufweist und aus Sicht der Bank durch die Marktentwicklung eine Forderung gegen die Gegenpartei entsteht.

## Bilanzierung
Termingeschäfte gelten bei der Bilanzierung als schwebende Geschäfte, wenn der Bilanzstichtag zwischen Handelstag und Erfüllungstag liegt. Im deutschen Handelsrecht sind schwebende Geschäfte nur bei einem drohenden Verlust in Form von Rückstellungen zu berücksichtigen (§ 249 Abs. 1 Satz 1 HGB). Handelstag ist nach IAS 39.AG55 der Tag, an dem das bilanzierende Unternehmen die Verpflichtung zum Kauf oder Verkauf eines Vermögenswerts eingegangen ist. Erfüllungstag ist der Tag, an dem ein Vermögenswert an oder durch das bilanzierende Unternehmen geliefert wird (IAS 39.AG56). Bei Kassageschäften werden etwaige Wertschwankungen zwischen Handels- und Erfüllungstag wegen der kurzen Dauer nicht als derivative Finanzinstrumente erfasst (IAS 39.AG12). Nach IAS sind schwebende Termingeschäfte am Handelstag als finanzielle Vermögenswerte oder finanzielle Verbindlichkeiten zu bilanzieren, weil das Unternehmen seitdem das Marktpreisrisiko trägt. Allerdings hat das symmetrische Termingeschäft am Handelstag den Wert von „Null“, weil sich Rechte und Pflichten gegenseitig noch ausgleichen. Bei asymmetrischen Termingeschäften hingegen bilanziert der Käufer die von ihm gezahlte Optionsprämie als Vermögenswert, während der Verkäufer als Stillhalter diese als Verbindlichkeit passiviert. Mit zunehmender Laufzeit kann sich der Marktwert dieser Geschäfte jedoch verändern. Eine Ausfallgefährdung der Gegenpartei liegt vor, wenn Termingeschäfte mit ihr einen positiven Wiederbeschaffungswert aufweisen und aus Sicht der Bank durch die Marktentwicklung eine Forderung gegen die Gegenpartei entsteht. Bilanziert werden die voraussichtlichen Wiederbeschaffungskosten bei Kreditinstituten auf der Grundlage der Kreditbewertungsanpassung nach Art. 381 ff. der Kapitaladäquanzverordnung.
Gemäß § 36 Satz 1 und 2 RechKredV ist bei Kreditinstituten in den Anhang eine Aufstellung über die Arten von noch nicht abgewickelten Termingeschäften aufzunehmen, die ein Erfüllungsrisiko und andere Risiken beinhalten. Hier sind die Termingeschäfte nach fremdwährungs-, zins- und preisrisikobezogenen eingeteilt.